# 玉川上水緑道
玉川上水緑道（たまがわじょうすいりょくどう）は、東京都福生市から杉並区にかけて帯状に広がる都立公園（遊歩道）。

## 概要
杉並区の浅間橋から福生市の平和橋までの約24kmにわたって、玉川上水沿いの平坦地に整備された土舗装の遊歩道であり、既成住宅地に残された帯状の緑地帯。遊歩道脇にはクヌギやコナラ、サクラなどが植栽されている。また、沿道には小金井公園、井の頭恩賜公園などの公園緑地や、名勝「小金井桜」、野火止用水などの史跡が多数存在する。
園内には上水堀の観察ができるじょうすいこばしや、武蔵野の雑木林が残る牟礼園地などの施設が整備されている。

## 歴史
1957年12月の建設省の都市計画（昭和32年12月21日告示建設省第1689号）に基づき、1981年6月1日に開園。
1986年8月、清流復活事業により、東村山浄水場への送水によって空堀状態になっていた小平監視所より下流にも流れが復活した。
2003年8月には、玉川上水（暗渠部分除く）が、国の史跡に登録されている（平成15年8月27日文部科学省告示第137号）。
2011年4月1日からは、西武造園株式会社、ミズノスポーツサービス株式会社、NPO birth、一般社団法人防災教育普及協会の4団体から成る西武・武蔵野パートナーズが指定管理者として運営管理を行っている。

## 橋梁
至多摩川より記載
- 羽村橋
- 羽村大橋
- 堂橋
- 新堀橋
- 加美上水橋
- 宮本橋
- 宿橋
- 新橋
- 清厳院橋
- 熊野橋
- かやと橋
- 牛浜橋
- 青梅橋
- 福生橋
- 山王橋
- 五丁橋
- 武蔵野橋
- どんぐり橋
- 日光橋
- 平和橋
- こはけ橋
- ふたみ橋
- 拝島上水橋
- 美堀橋
- 松中橋
- 一番橋
- 天王橋
- 稲荷橋
- 上宿橋
- 新家橋
- 見影橋
- 金比羅橋
- 宮の橋
- 千手小橋
- 千手橋
- 清願院橋
- 上水小橋
- 西中島橋
- 小川橋
- 東小川橋
- くぬぎ橋
- 寺橋
- いこい橋
- 水車橋
- 新小川橋
- 鷹の橋
- 東鷹の橋
- 久右衛門橋
- 鎌倉橋
- 小松橋
- 商大橋
- 一位橋
- 小平桜橋
- 八左衛門橋
- 山家橋
- 喜平橋
- 小桜橋
- 茜家橋
- 貫井橋
- 小金井橋
- 陣屋橋
- 新小金井橋
- 陸橋
- 関野橋
- 梶野橋
- 新橋
- あけぼの橋
- くぬぎ橋
- もみじ橋
- 境橋
- うど橋
- 独歩橋
- 桜橋
- 松実橋
- 大橋
- けやき橋
- 三鷹橋
- むらさき橋
- 万助橋
- ほたる橋
- 幸橋
- 新橋
- 松影橋
- 井の頭橋
- 若草橋
- 宮下橋
- 東橋
- 長浜衛橋
- どんどん橋
- 牟礼橋
- 兵庫橋
- 岩崎橋
- 浅間橋

## 隣接する公園・施設
至多摩川より記載
- 羽村市郷土博物館
- 福生加美上水公園
- かに坂公園
- 中福生公園
- 田園広場公園
- 多摩川中央公園
- ほたる公園
- 熊牛公園
- 文化の森
- 水喰土公園
- 日光橋公園
- 拝島分水取水口
- 拝島原水給水口
- 昭島市エコ・パーク
- 上水公園
- 美堀町一丁目児童遊園
- 美堀町一丁目ほほえみ公園
- 柴崎分水取水口
- 砂川分水取水口
- 見影橋公園
- 小平監視所
- 中島町南公園
- 都立薬用植物園
- 新堀用水
- 上水新町地域センター
- みどりのギャラリー
- 大けやき道公園
- ふれあい下水道館
- 小平市中央公園
- 鈴木遺跡資料館
- 名勝小金井
- 都立小金井公園
- 浴恩館公園
- 千川上水
- 境浄水場
- 井の頭自然文化園
- 井の頭恩賜公園
- 牟礼の里公園
- 兵庫橋公園
- 区民農園
- 岩通ガーデン

## アクセス
- JR中央線「三鷹」[1][2]
- 西武国分寺線「鷹の台」[1][2]
- 西武拝島線・多摩都市モノレール線「玉川上水」[1][2]
- JR青梅線・西武拝島線「拝島」[1][2]
- 京王井の頭線「久我山」・「富士見ヶ丘」[1]